# Эренчин, Василий Лудупович
Василий Лудупович Эренчин  (17 декабря 1912 — 21 июля 1961) — поэт, член Союза писателей Тувинской Народной Республики, член Союза писателей СССР.

## Биография
Родился 17 декабря 1912 года в местечке Хады. Учился на курсах ликбеза, в 1938 г. окончил педагогический техникум в Ойрот-Туре (ныне Горно-Алтайск). В детстве батрачил, затем участвовал в ликвидации безграмотности, преподавал в школах Шагонара, Эрзина, Самагалтая. Работал в Министерстве промышленности и строительства Тувинской Народной Республики, в Сыстыг-Хемском лесхозе, был председателем рабочкома, корреспондентом газеты «Шын».
В 1933 году на страницах газеты «Шын» напечатано его первое стихотворение. Первым его консультантом и учителем в творчестве был А. А. Пальмбах. Его стихи, очерки, рассказы печатались в республиканских газетах, в альманахе «Улуг-Хем». Стихотворение «Кадарчы уруг» (Девушка-чабанка) считается его первым лирическим стихотворением. Выпустил свет две книги — поэтические сборники «Стихи» (1955) и «Новь» (1961). Его творчество переведено на русский, украинский языки.
Трагически погиб 21 июля 1961 года.

## Награды и звания
- грамота Президиума Верховного Совета Тувинской АССР
- грамота Министерства культуры
- медаль «За доблестный труд. В ознаменование 100-летия В. И. Ленина»

## Основные публикации
- «Стихи»(1955)
- «Новь»: стихи (1961)
- «Светлый путь»: стихи (1977)
- «Мы верны»: стихи
- «На аржане Тарыс» : очерк

## Комментарии
1. ↑  Ныне — в Каа-Хемском кожууне, Тыва, Россия.

## Примечание
1. ↑  Тува литературная. Вып.2 : биобиблиогр. справочник / НБ им. А. С. Пушкина Респ. Тыва; авт.-сост.: М. А. Хадаханэ, Л. М. Чадамба, Е. М. Ак-кыс, Г. М. Комбу — Кызыл, 2007. — 72 с.
2. ↑  Эренчин Василий Лудупович : [о нем] // Тыванын чогаалчылары=Писатели Тувы. — Кызыл, 2001. — С. 12.
3. ↑  Комбу С. С. Эренчин Василий Лудупович // Тувинская литература : словарь / С. С. Комбу; под ред.: Д. А. Монгуша, М. Л. Трифоновой. — Новосибирск, 2012. — С. 351.
4. ↑  http://www.tuvkniga.com/- (недоступная+ссылка)